# Vendeuil-Caply
Vendeuil-Caply é uma comuna francesa na região administrativa de Altos da França, no departamento de Oise. Estende-se por uma área de 10,84 km². Em 2010 a comuna tinha 472 habitantes (densidade: 43,5 hab./km²).